# Hedwigia rupestris
Hedwigia rupestris là một loài Rêu trong họ Hedwigiaceae. Loài này được Mitt. mô tả khoa học đầu tiên năm 1863.